# Tisores de llauner

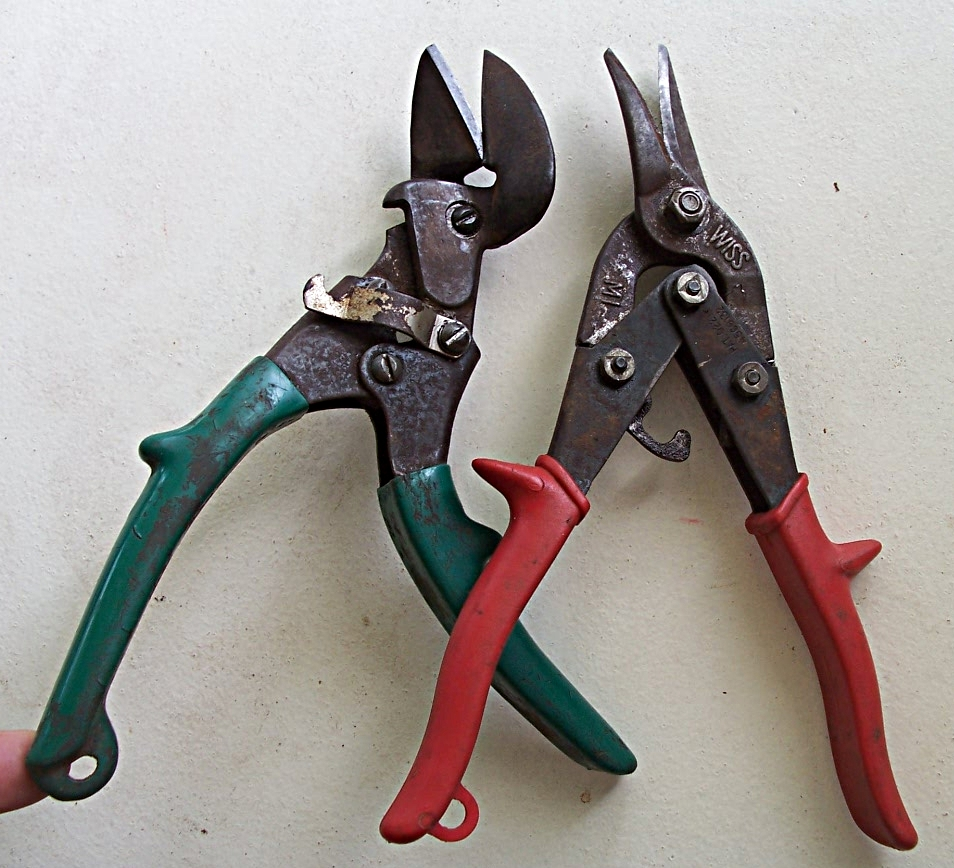
Tisores de launer

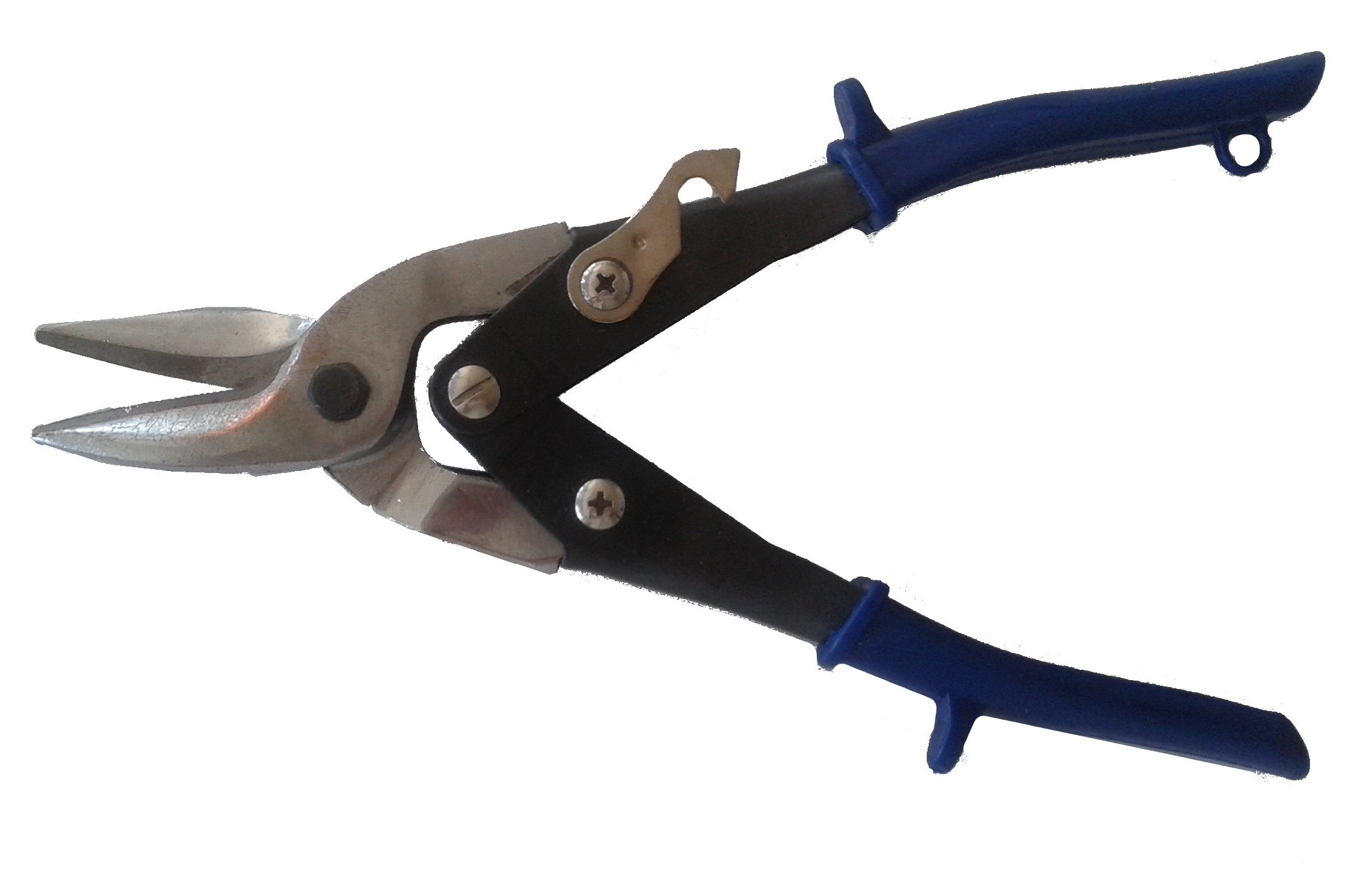
Tisores de launer amb mànecs articulats

Les tisores de llauner són una eina per tallar llauna i altres xapes metàl·liques. Si és compara amb les estisores de paper, els mànecs solen ser molt més llargues que les mordasses, per augmentar l'efecte de palanca que fa menester per tallar materials més dur. N'hi ha de diferents menes, segons el treball per fer, el gruix de la xapa, la precisió o la forma del tall (recte, circular…) Hi ha una variant amb mànecs articulats que pot tallar plaques més dures amb menys esforç que les tisores tradicionals.